# Aeroporto Internacional de Ponta Porã
O Aeroporto Internacional de Ponta Porã  é um aeroporto internacional no município de Ponta Porã, em Mato Grosso do Sul. Está ao sul do estado de Mato Grosso do Sul, na região Centro-Oeste do país.
Sources: Airport Website, ANAC  Faz divisa com a cidade de Pedro Juan Caballero no Paraguai, com quem mantém um forte laço comercial, social e cultural, permitindo aos dois povos uma convivência pacífica, através da manutenção de suas diversidades culturais.  O comércio de importados no País vizinho contribui para alavancar a economia das duas cidades.
Localizado na rua Batista de Azevedo, 770, no bairro da Granja, aeroporto está estrategicamente posicionado a 500m da linha de fronteira e a 4km do centro comercial dos municípios de Ponta Porã (MS/Brasil) e Pedro Juan Caballero (Departamento de Amambay/Paraguay). O mercado de trabalho existente no aeroporto é formado por 94 empregos diretos. O fuso horário é UTC -4 (-3DT). Atualmente atende a aviação executiva e comercial com voos diários.

## Histórico
O Aeroporto Internacional de Ponta Porã entrou em funcionamento por meio da administração da Aeronáutica, em 11 de março de 1955 e foi transferido para a Infraero, pelo Ministério da Aeronáutica, em 20 de outubro de 1980. Em 25 de outubro de 1980 foi realizada a posse do primeiro Superintendente do Aeroporto.

### Fatos recentes

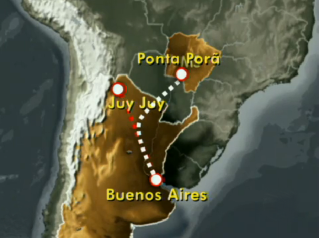
Rota do voo 856

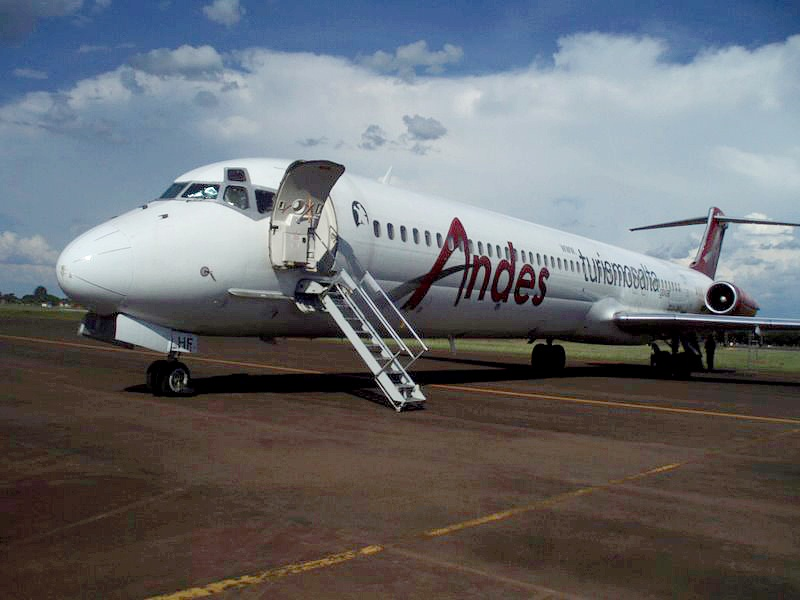
MD-82 Recebendo manutenção no Aeroporto de Ponta Porã, um dia após fazer o pouso de emergência.

No dia 12 de janeiro de 2009, o voo 856 da companhia argentina Andes, com 78 passageiros e seis tripulantes, partiu de Buenos Aires às 8h30min da manhã de segunda-feira, com rota definida para aterrissar em Jujuy às10h30min do mesmo dia. Uma hora após a decolagem, a aeronave atravessou uma forte zona de turbulência, que provocou uma pane em seu sistema de navegação e no rádio-transmissor. Os pilotos operaram o avião sem instrumentos, com a ajuda apenas de uma bússola. O MD-82 atravessou todo o Paraguai e quando entrou na área de cobertura do radar do CINDACTA II (Curitiba - PR), a poucos minutos de cruzar a faixa de fronteira, o Centro Curitiba, ao qual o Aeroporto Internacional de Ponta Porã é subordinado, detectou o transponder 7700, utilizado por aeronaves em emergência. O Centro Integrado de Controle de Área monitorou o voo a 10 minutos de Ponta Porã e informou a segurança do aeroporto via telefone. O Centro de Controle monitorou a aeronave enquanto a infraestrutura e as equipes de profissionais do Aeroporto Internacional de Ponta Porã davam o apoio necessário a aterrissagem de emergência.
A partir daí, todo o processo para atender possível sinistro foi acionado, conforme o PLEM - Plano de Emergência do Aeroporto Internacional de Ponta Porã. O comandante do jato argentino avistou três pistas com possibilidade de pouso: Pedro Juan Caballero, Ponta Porã e Itamarati. A decisão por Ponta Porã ficou evidente devido à existência de Seção de Combate a Incêndios. Graças à posição estratégica, a infraestrutura adequada e o pessoal capacitado do Aeroporto de Ponta Porã, o pouso ocorreu sem problemas. Além da equipe permanente da Seção de Combate a Incêndios se fizeram presentes viaturas e equipes do Grupamento de Combate a Incêndios de Ponta Porã. Depois de conseguir descer com o jato na pista do Aeroporto Internacional de Ponta Porã, numa manobra arriscada que exigiu arremeter o avião na primeira tentativa, o comandante do jato revelou que acreditavam estar em Santa Catarina, quando na verdade estava na divisa do Brasil com o Paraguai. Tripulação e passageiros receberam um visto condicional, fornecido pela Polícia Federal, ficaram hospedados no Hotel Pousada do Bosque, e decolaram, na tarde de terça-feira, a bordo de um Boeing 737-200, da companhia chilena Principal, num voo charter que os levou ao seu destino original.

## Movimento
Apesar de o aeroporto operar apenas com pousos e decolagens não-regulares, em 2017 teve movimentação de mais de 4,408 mil passageiros e mais de 2,823 mil aeronaves.
| Ano  | Passageiros | Passageiros   | Passageiros    | Aeronaves | Aeronaves     | Aeronaves      | Cargas | Cargas     | Cargas         |
| Ano  | Total       | Domésticos    | Internacionais | Total     | Domésticos    | Internacionais | Total  | Domésticos | Internacionais |
| ---- | ----------- | ------------- | -------------- | --------- | ------------- | -------------- | ------ | ---------- | -------------- |
| 2002 | 2 042       | não informado | não informado  | 1 363     | não informado | não informado  | 0      | 0          | 0              |
| 2003 | 2 143       | 2 120         | 23             | 1 356     | 1 294         | 62             | 0      | 0          | 0              |
| 2004 | 1 845       | 1 741         | 104            | 1 136     | 1 034         | 102            | 0      | 0          | 0              |
| 2005 | 3 105       | 2 691         | 414            | 1 525     | 1 176         | 349            | 388    | 388        | 0              |
| 2006 | 2 513       | 2 121         | 392            | 1 464     | 1 143         | 321            | 0      | 0          | 0              |
| 2007 | 3 018       | 2 482         | 536            | 1 506     | 1 144         | 362            | 0      | 0          | 0              |
| 2008 | 3 621       | 2 919         | 702            | 1 916     | 1 407         | 509            | 0      | 0          | 0              |
| 2009 | 3 495       | 2 969         | 526            | 1 648     | 1 356         | 292            | 0      | 0          | 0              |
| 2010 | 4 479       | 4 789         | 10             | 2 298     | 2 295         | 3              | 0      | 0          | 0              |
| 2011 | 2 595       | 2 590         | 5              | 1 446     | 1 444         | 2              | 0      | 0          | 0              |
| 2012 | 3 288       | 3 284         | 4              | 1 800     | 1 799         | 1              | 0      | 0          | 0              |
| 2013 | 3 802       | 3 802         | 0              | 2 266     | 2 265         | 1              | 0      | 0          | 0              |
| 2014 | 4 255       | 4 249         | 6              | 2 350     | 2 349         | 1              | 0      | 0          | 0              |

## Infraestrutura

### Complexo
Possui pista de 2000 por 45m de extensão, com cabeceiras 04/22 (IFR não precisão). O Aeroporto possui balizamento de pista, luzes de táxi, farol de aeródromo, indicador visual de rampa de aproximação (PAPI), NDB, entre outros. Informaçoes abaixo:
- Sítio Aeroportuário (m²): 1.115.104,00
- Pátio das Aeronaves (m²): 10.164
- Estacionamento de Aeronaves-Nº de Posições: 13
- Comunicações:  AFIS Rádio Porã.
- Corpo de Bombeiros: CAT-3
- Combustível: Gasolina e Querosene (BR Aviation)
- Estação meteorológica de superfície (EMS 3)

### Terminal de passageiros
O  Terminal de Passageiros possui área de 1.075 m².
- Balcões de Check-in: 3
- Portões de embarque: 1
- Salas de desembarque: 1
- Salas de embarque: 1

### Outros serviços
- Boxes de Aeronaves: 5
- Estacionamento-Capacidade: 25 vagas
- Pontos de táxi aeroporto
- SAC/ANAC – Seção de Aviação Civil;